# Kolumbijska vaterpolska reprezentacija
Kolumbijska vaterpolska reprezentacija predstavlja državu Kolumbiju u športu vaterpolu. 

## Nastupi na velikim natjecanjima

### Svjetska prvenstva
- 1975.: 16. mjesto

### Razvojni trofej FINA-e u vaterpolu
- 2007.:  zlato
- 2021.:  zlato